# Мова програмування третього покоління
Мова програмування третього покоління (англ. Third-generation programming language, 3GL) — це мова комп’ютерного програмування високого рівня, яка є більш машинно-незалежною та зручнішою для програмування, ніж машинний код першого покоління та мови асемблера другого покоління, але має менш конкретну увагу до четвертого та п'ятого поколінь. Прикладами поширених і історичних мов програмування третього покоління є ALGOL, BASIC, C, COBOL, Fortran, Java і Pascal.

## Характеристика
3GL є набагато більш машинно-незалежними та зручнішими для програмістів. Це включає такі функції, як покращена підтримка агрегатних типів даних і вираження концепцій у спосіб, який підходить програмісту, а не комп’ютеру. Мова третього покоління покращується порівняно з мовою другого покоління, оскільки комп’ютер піклується про несуттєві деталі. 3GL є більш абстрактними, ніж попередні покоління мов, і тому їх можна вважати мовами вищого рівня, ніж їхні аналоги першого та другого поколінь. Fortran, ALGOL і COBOL, вперше представлені наприкінці 1950-х років, є прикладами ранніх 3GL.
Найпопулярніші сьогодні мови загального призначення, такі як C, C++, C#, Java, BASIC і Pascal, також є мовами третього покоління, хоча кожна з цих мов може бути додатково розділена на інші категорії на основі інших сучасних рис. Більшість 3GL підтримують структурне програмування. Багато з них підтримують об'єктно-орієнтоване програмування. Такі ознаки частіше використовуються для опису мови, а не просто 3GL.
3GL дозволяє програмісту писати програми, більш-менш незалежні від певного типу комп’ютера. Такі мови вважаються високорівневими, оскільки вони ближчі до людських мов і далі від машинних мов, а отже, вимагають компіляції або інтерпретації. Навпаки, машинні мови вважаються низькорівневими, оскільки вони розроблені та виконуються фізичним апаратним забезпеченням без необхідності подальшого перекладу.
Основна перевага мов високого рівня над мовами низького рівня полягає в тому, що їх легше читати, писати та підтримувати. Зрештою, програми, написані на мові високого рівня, повинні бути перекладені на машинну мову компілятором або безпосередньо в поведінку інтерпретатором.
Ці програми могли працювати на різних машинах (вони портативні), тому вони були машинно-незалежними. Однак у міру розробки нових, більш абстрактних мов поняття мов високого та низького рівня стали досить відносними. Багато ранніх мов «високого рівня» тепер вважаються відносно низькорівневими в порівнянні з такими мовами, як Python, Ruby та Common Lisp, які мають деякі особливості мов програмування четвертого покоління і називаються мовами програмування дуже високого рівня у 1990-х.